# J'en rêve encore
Singles de Gérald de Palmas
Les Lois de la nature
(1998) Une seule vie
(2001)
Pistes de Marcher dans le sable
Une seule vie Tomber
J'en rêve encore est une chanson de Gérald de Palmas présente sur son troisième album, Marcher dans le sable, sorti le 6 novembre 2000. Écrite par Jean-Jacques Goldman, et composée par Gérald de Palmas, elle a atteint le top 10 en France et en Belgique wallonne.

## Préparation

### Contexte
Gérald de Palmas se fait connaître en 1994 avec la chanson Sur la route qui devient son premier succès ; trois ans plus tard, il sort un nouvel album Les Lois de la nature qui est finalement un échec. Gérald De Palmas avouera avoir perdu confiance en lui après ce revers. En manque d'inspiration, il demande à Jean-Jacques Goldman de lui écrire un texte, il lui compose alors J'en rêve encore. Une fois la chanson écrite et composée, le chanteur retrouve goût à la musique et cinq mois plus tard sort l'album Marcher dans le sable.

## Paroles et clip
J'en rêve encore parle de l’histoire douloureuse d'un amour brisé mais harcelant[réf. nécessaire]. Dans le clip de la chanson, réalisé par François Rotger, on voit Gérald de Palmas conduire une Mercedes-Benz W111, en alternance avec les images d'un couple.

## Liste des pistes
Toute la musique est composée par Gérald de Palmas.
| No | Titre            | Paroles              | Durée |
| -- | ---------------- | -------------------- | ----- |
| 1. | J'en rêve encore | Jean-Jacques Goldman | 3:58  |
| 2. | Le gouffre       | Raoul Nativel        | 2:38  |

## Classement
| Pays                 | Charts      | Meilleure position |
| -------------------- | ----------- | ------------------ |
| Belgique francophone | Ultratop 40 | 4                  |
| France               | SNEP        | 7                  |

## Réceptions
Le single sort le 6 novembre 2000. Il entre le 11 novembre à la quarante-et-unième place dans le classement français. Plus les semaines avancent, plus la chanson monte, gagnant seize places la semaine suivant son entrée. Elle se stabilise entre à la dixième et la vingtième place avant de se classer neuvième le 3 février 2001. 
Le 3 mars, elle entre au vingt-deuxième rang du classement belge et réussira à décrocher le quatrième rang le 24 mars 2001. La chanson arrive à atteindre le septième rang le 10 mars 2001, ce qui sera son meilleur classement. Les semaines suivantes, le titre descend progressivement dans le classement des meilleures ventes.
Le 18 avril, J'en rêve encore est certifié Disque d'argent, ayant dépassé la barre des cent vingt-cinq mille exemplaires vendus en France.
La chanson a été largement diffusée à la radio quand elle est sortie et a permis à De Palmas de renouer avec le succès et de remporter une Victoire de la musique en 2002. Avec 24 590 passages sur les radios françaises, le titre est le plus diffusé des années 2000.

## Reprises
Deux ans après ce succès, la troupe des enfoirés, dans leur spectacle de 2003 (La Foire aux Enfoirés), reprend la chanson J'en rêve encore. Elle est chantée par Francis Cabrel, Lorie et David Hallyday. Peu de temps après, Gérard Blanc la chante sur l'album Retour gagnant.
En 2004, Scala & Kolacny Brothers sort l'album Respire comportant des reprises de chansons françaises dont le tube J'en rêve encore''

## Apparitions
2002: NRJ Music Awards 2002

2002: Live 2002

2002: Les plus grandes chansons du siècle vol. 2

2007: Hits de diamant